# 波紋裸胸鱔
波紋裸胸鱔，又名疏斑裸胸鯙、錢鰻、薯鰻、虎鰻，為輻鰭魚綱鰻鱺目鯙亞目鯙科的其中一種，分布於印度太平洋區，從紅海、東非至法屬波里尼西亞，北起日本，南迄大堡礁海域，棲息深度9-110公尺，體長可達150公分，為底棲性魚類，生活在礫石底質的潟湖、礁坡，夜間覓食，屬肉食性，以魚類、章魚、甲殼類為食，具有侵略性，口具利齒，會造成創傷，可做為食用魚及觀賞魚。

## 擴展閱讀
維基物種上的相關：波紋裸胸鱔